# Strukturierte Packung

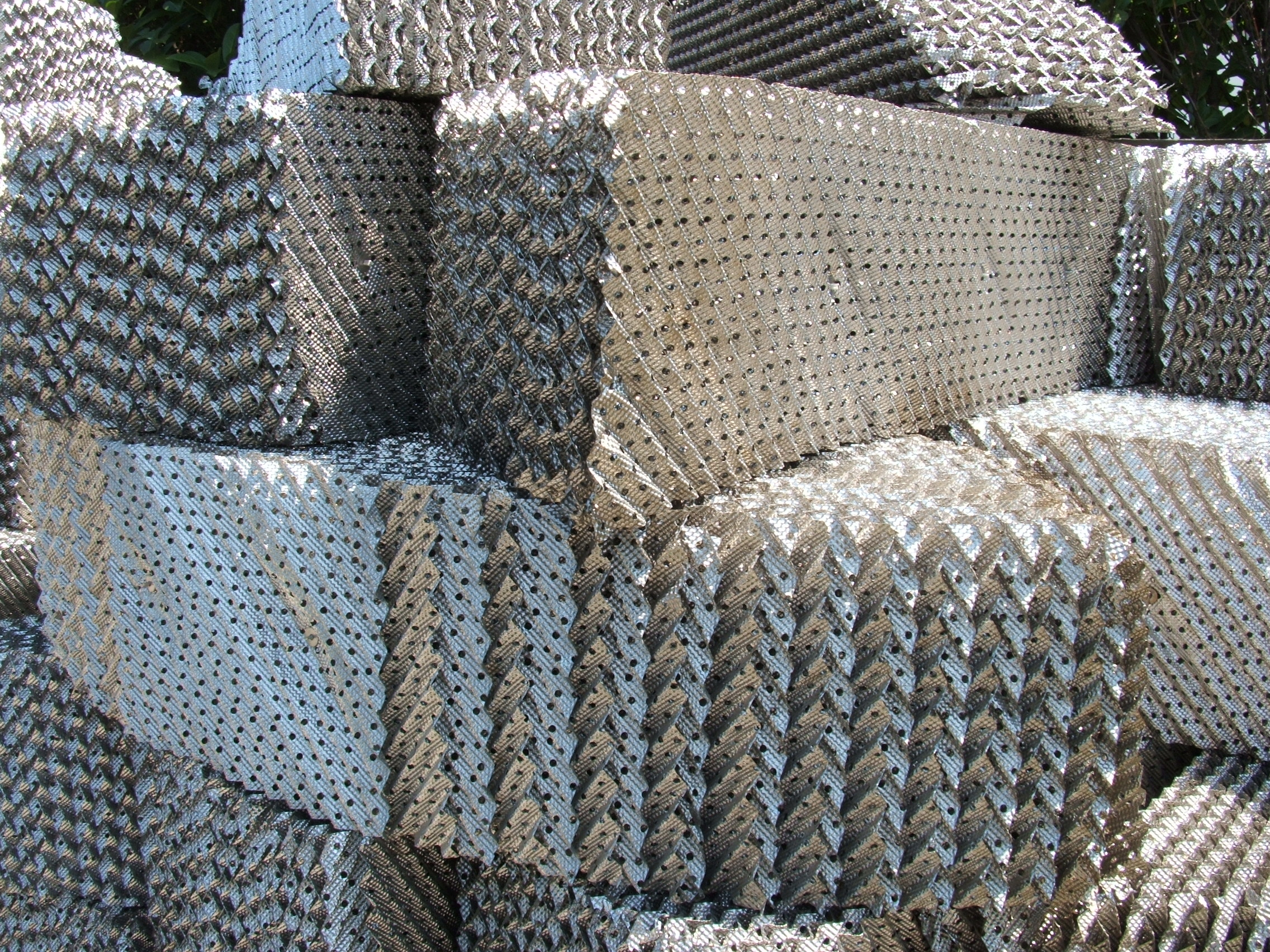
Strukturierte Packung

Strukturierte Packungen sind Einbauten in Apparaten in der Verfahrenstechnik und im Apparatebau.
Sie sind speziell entworfene Behältereinbauten in Absorberbehältern (bzw. -kolonnen), Destillationskolonnen und Festbettreaktoren. Eine strukturierte Packung besteht meistens aus dünnen, gewellten und gelochten Metallplatten bzw. Drahtnetzen. Das Design soll einen optimalen Austausch zwischen den unterschiedlichen Phasen (flüssig/Gas bzw. flüssig/flüssig)- bei minimalem Druckwiderstand – gewährleisten.
Zu der Abgrenzung von Füllkörpern siehe Einbauten.